# Nisiporești, Neamț
Nisiporești este un sat în comuna Botești din județul Neamț, Moldova, România. Denumirea satului vine probabil de la pământul nisipos pe care este așezat satul. O altă explicație este că numele vine de la localnicul răzeș Nisipur, din vremea lui Alexandru cel Bun.
Alte denumiri in documentele vremii:
Nisporesty (1790), Nisporeștii de Gios (1803), Nisporeștii di Gios (1820), Nisporeștii de Jos (1830), Nistorești de Jos (1830), Sapodia (1830), Nistoreștii de Gios (1833), Nistoreștii di Gios (1833), Nistoreștii de Jos (1833), Nistoreștii de Sus (1833), Nestoreștii (1835), Nistoreștii (1835), Nisiporeștii de Jos (1835), Nisiporeaștii (1844), Nisiporeștii de Sus (1844), Nisiporeștii (1846), Nispareștii (1848), Nisiporeștii (1853), Nistoreștii (1853), Nisiporeanii (1857), Nesporeștii(1862), Zapadia (1892), Zăpodea (1895), Nisiporeștii-Zăpodea (1942), Nisiporești-Zăpodia (1965)
În Nisiporești a trăit Veronica Antal, o tânără martiră, beatificată la biserica romano-catolică din sat cu hramul „Adormirea Maicii Domnului”, la data de 22 septembrie 2018.